# Томен Баратеон
Томен Баратеон (енгл. Tommen Baratheon) је измишљени лик из серије епско-фантастичних романа Песма леда и ватре америчког аутора Џорџа Р. Р. Мартина и њене телевизијске адаптације Игра престола. Представљен у роману Игра престола из 1996. године, Томен Баратеон је најмлађи син краљице Серсеи Ланистер. Касније се појавио у романима Судар краљева (1998), Олуја мачева (2000), Гозба за вране (2005) и Плес са змајевима (2011).
Након изненадне смрти његовог брата Џофрија, Томен је крунисан за краља Седам краљевстава, иако убрзо пада под сукобљене утицаје своје мајке Серсеи и супруге Маргери.
У HBO-овој телевизијској адаптацији, Томена Баратеона је тумачио Калум Вари у прве две сезоне и Дин-Чарлс Чапман од четврте до шесте сезоне.